# EXO NEXT DOOR 〜私のお隣さんはEXO〜
『EXO NEXT DOOR 〜私のお隣さんはEXO〜』（朝: 우리 옆집에 엑소가 산다、RR式: Uri yeopjibe eksoga sanda）は、ムン・ガヨンとK-POPボーイ・バンド「EXO」のメンバーが出演する2015年の大韓民国のウェブドラマである。2015年4月9日から5月28日まで、ネイバーの動画サービス、TVキャストで全16話が配信された。
EXO NEXT DOORは、累計再生回数が5,000万回を超え、韓国でも指折りの人気を誇るウェブドラマとなり、第68回カンヌ国際映画祭のカンヌ・フィルム・マーケットでは、CJ E&Mが映画用に再編集をし、海外のバイヤー向けに公開された。

## あらすじ
交際経験ゼロ、男性と話すだけで赤面してしまう、極めて内向的でシャイな23歳の女性、チ・ヨニ（ムン・ガヨン）の隣の家に、若い男性が引っ越してきた。驚くことに、それは大好きなボーイズバンド「EXO」のメンバーのチャンヨル、ディオ、ベクヒョン、セフンの4人で、彼らはしばらく身を隠したいという。ヨニは家政婦のアルバイトとして彼らに雇われることになり、ずっと会うことのできなかった、その家に住んでいた幼馴染の「チャン」が、目の前のチャンヨルであるという事実を知ってしまう。親しくなるにつれ、チャンヨルとディオとの間で、ヨニの恋心は揺れ動く。

## 出演

### 主要人物
チ・ヨニ：ムン・ガヨン
チャンヨル：パク・チャンヨル
ディオ：ド・ギョンス
ベクヒョン：ビョン・ベクヒョン
セフン：オ・セフン

### 周辺人物
チ・グァンス：チャン・ユサン
カイ：キム・ジョンイン
スホ：キム・ジュンミョン
レイ：レイ
チェン：キム・ジョンデ
タオ：タオ

## 賞とノミネート
- 2015年「第8回 韓国ドラマ大賞 最優秀新人俳優賞」（パク・チャンヨル）
- 2015年「第8回 韓国ドラマ大賞 韓流スター賞」（パク・チャンヨル）